# Hieronymus Menges
Hieronymus Menges (* 9. Mai 1910 in Karamurat, Dobrudscha, Rumänien; † 20. April 2002 in Bremen) war deutscher Geistlicher und Prälat.

## Leben
Menges war bis 1948 Dogmatikprofessor der Katholischen Theologischen Akademie in Bukarest und im Priesterseminar in Bukarest.
Am 13. April 1948 wurde die Verfassung der Rumänischen Volksrepublik verabschiedet und für die katholische Kirche brach eine schwere Zeit an. Joseph Schubert, Geheimbischof der römisch-katholischen Kirche in Rumänien und Titularbischof von Ceramussa in Numidien, war am 17. Februar 1951 auf dem Höhepunkt der stalinistischen Verfolgungen in Rumänien inhaftiert und erst am 4. August 1964 wieder entlassen worden. Menges war in Bukarest als Ordinarius substitutus und Apostolischer Sonderdelegat und Generalvikar eingesetzt, ehe auch er 1952 verhaftet wurde. Eine geplante Bischofsweihe 1952 konnte nie vollzogen werden; die zuletzt 1965 vom kommunistischen Regime nochmals angetragene Bischofswürde lehnte er ab. 1966 wurde er nach München abgeschoben.
Er war Komtur des Ritterordens vom Heiligen Grab zu Jerusalem.

## Schriften
- Die Bilderlehre des Johannes von Damaskus, Würzburg 1937
- Joseph Schubert: 1890–1969, Biographie eines rumänischen Bischofs, Salesianer-Buchdruckerei 1971
- Die deutsch-katholischen Dörfer in der Dobrudscha, erschien im Jahrbuch 1972 der Dobrudscha-Deutschen, Seite 143